# Коллен де Вермон, Иасент
Иасент Коллен де Вермон (фр. Hyacinthe Collin de Vermont; 19 января 1693, Версаль — 16 февраля 1761, Париж) — французский живописец академического направления.

## Биография
Сын королевского музыканта Никола Колена и его жены Жанны, племянник композитора Франсуа Колена де Бламона (фр.; 1690—1760).
Учился живописи сперва у Жана Жувене, а затем у Риго, который был его крёстным отцом, и в честь которого его назвали Иасентом (Гиацинтом).
Своё образование в области живописи Коллен де Вермон завершил в Риме, где провёл несколько лет, изучая шедевры итальянского культурного наследия.
После возвращения во Францию, Коллен де Вермон быстро занял видное место среди французских живописцев. В 1725 году он стал членом Королевской академии живописи и скульптуры, в 1740 году — профессором живописи. Наконец, в 1754 году занял должность помощника ректора академии.
Коллен де Вермон создал значительное количество картин в характерном для Франции того времени придворным стиле, который зачастую определяют, как рококо. Сегодня картины работы Коллена де Вермона можно увидеть в Лувре, Версале и ряде других музеев Франции.
Коллен де Вермон имел учеников, среди которых выделялся Жан-Батист Анри Деше. Скончался художник в 1761 году в Париже.

## Галерея

### Аллегории четырёх времён года (частное собрание)

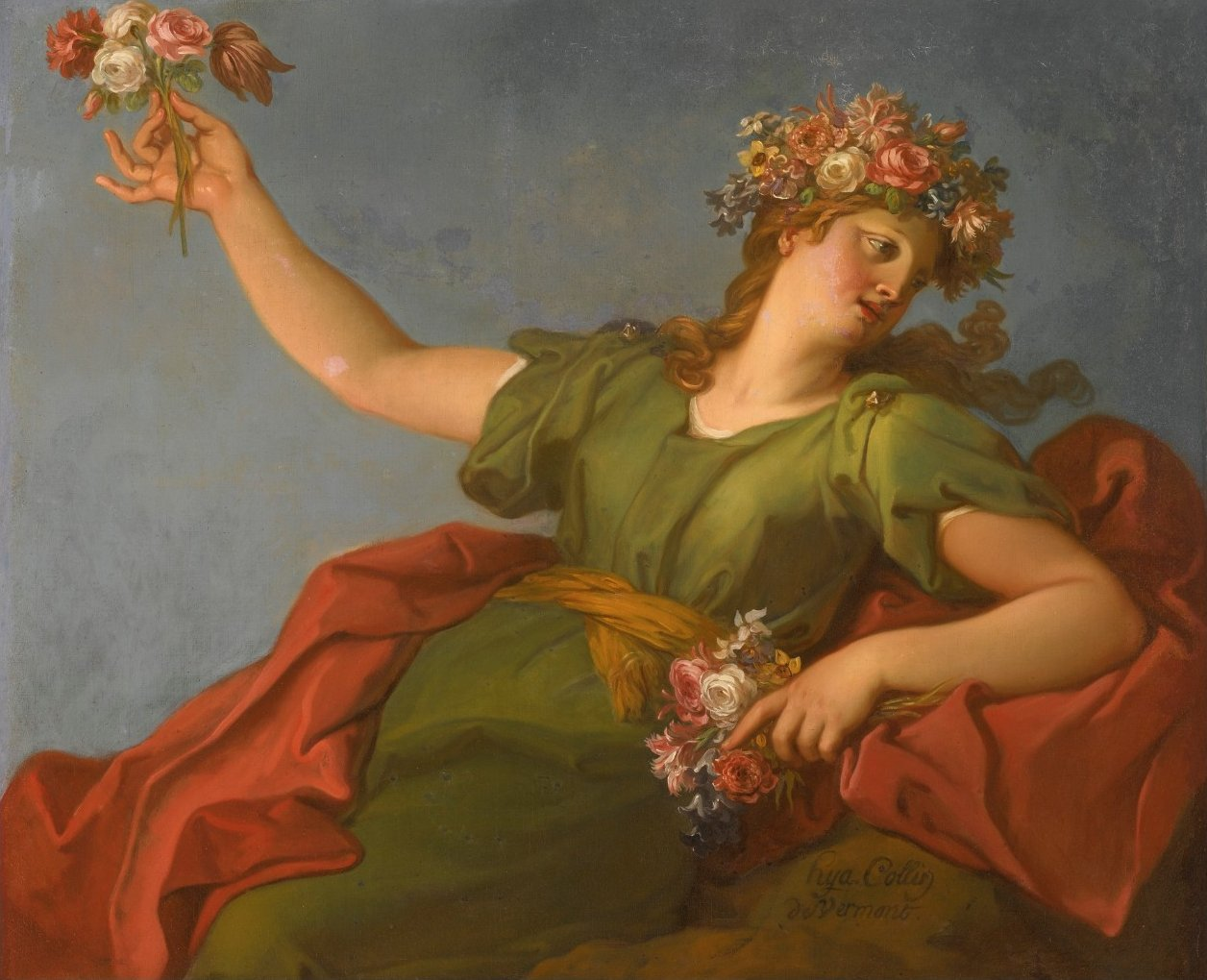
Весна
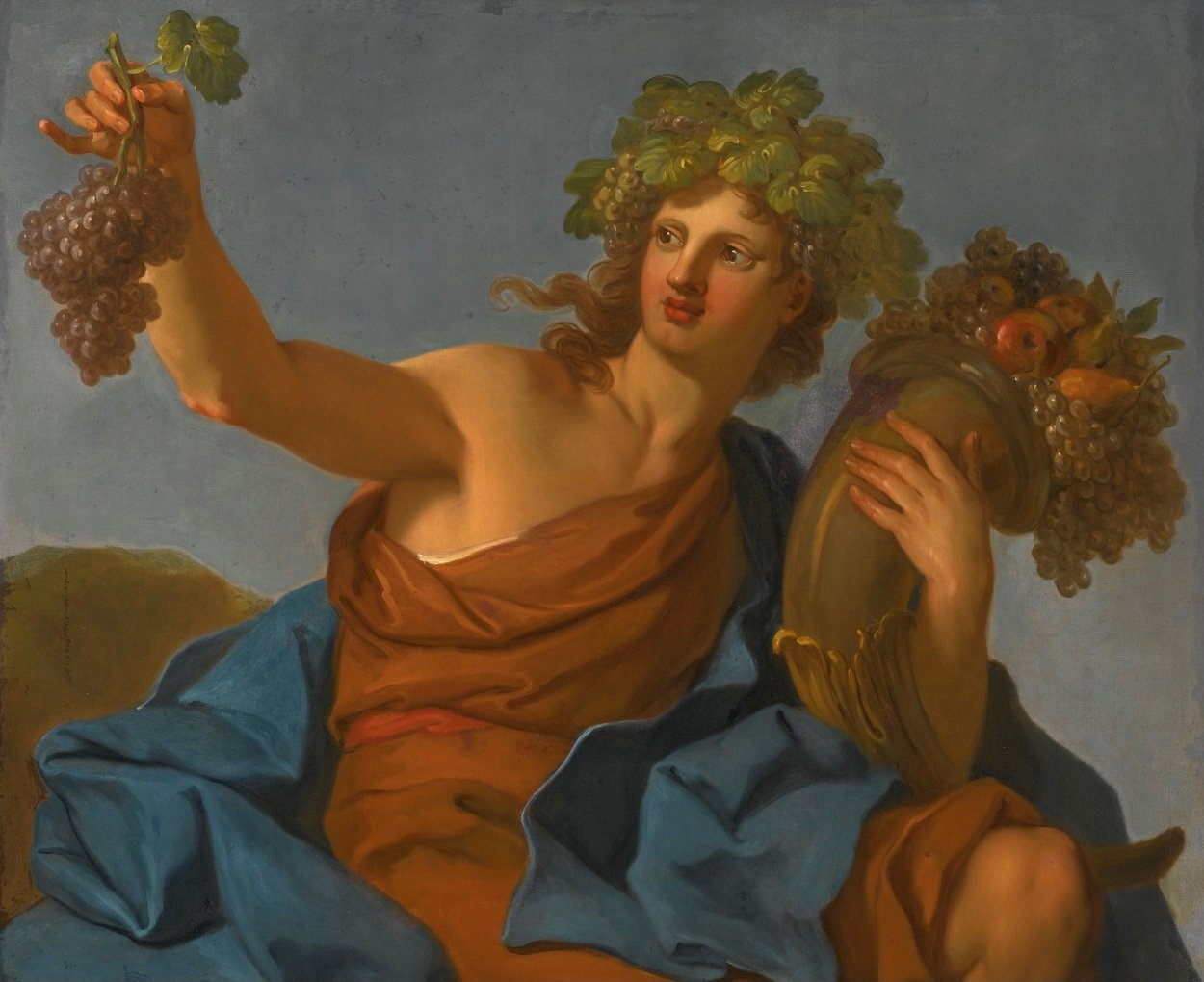
Лето
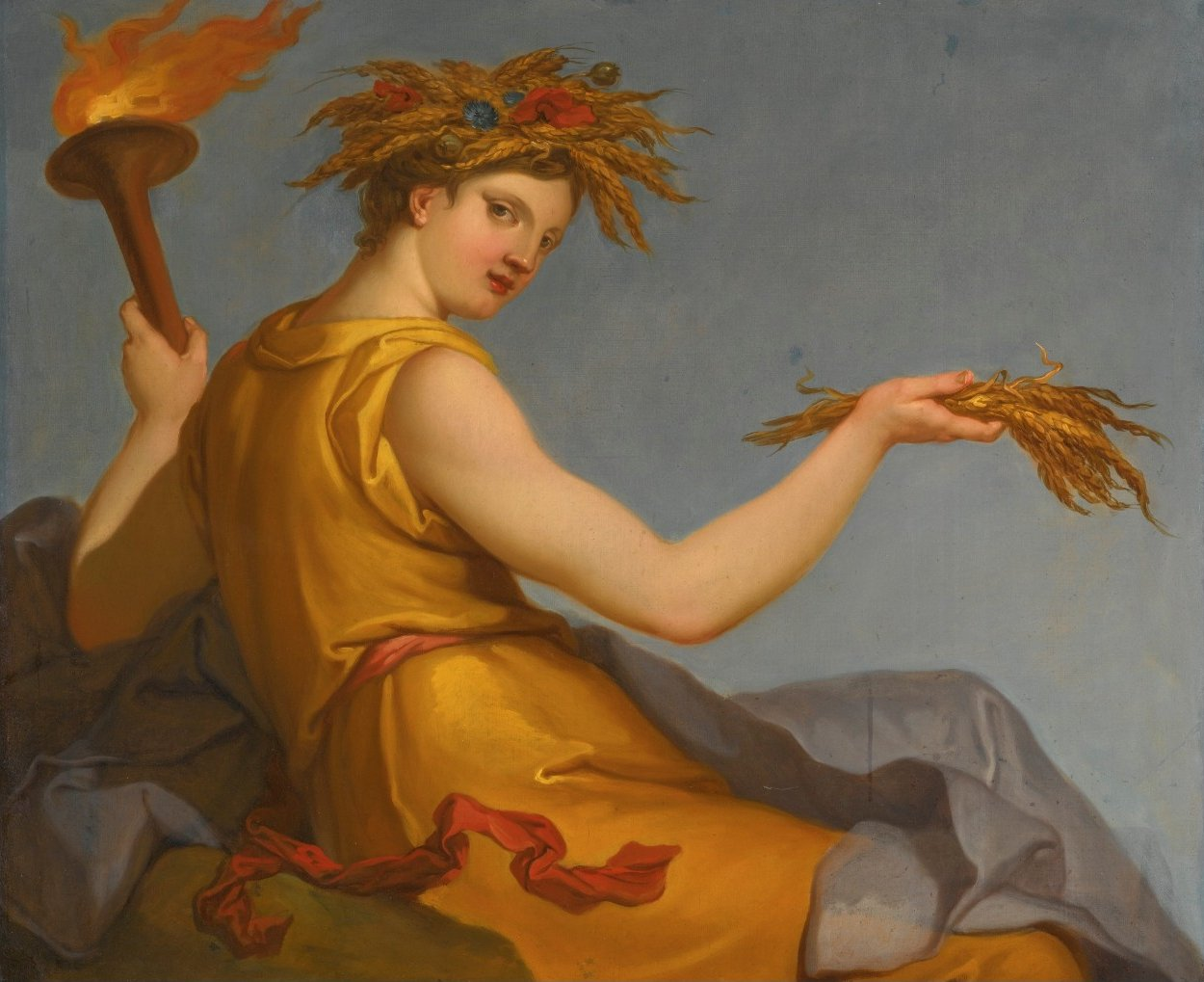
Осень
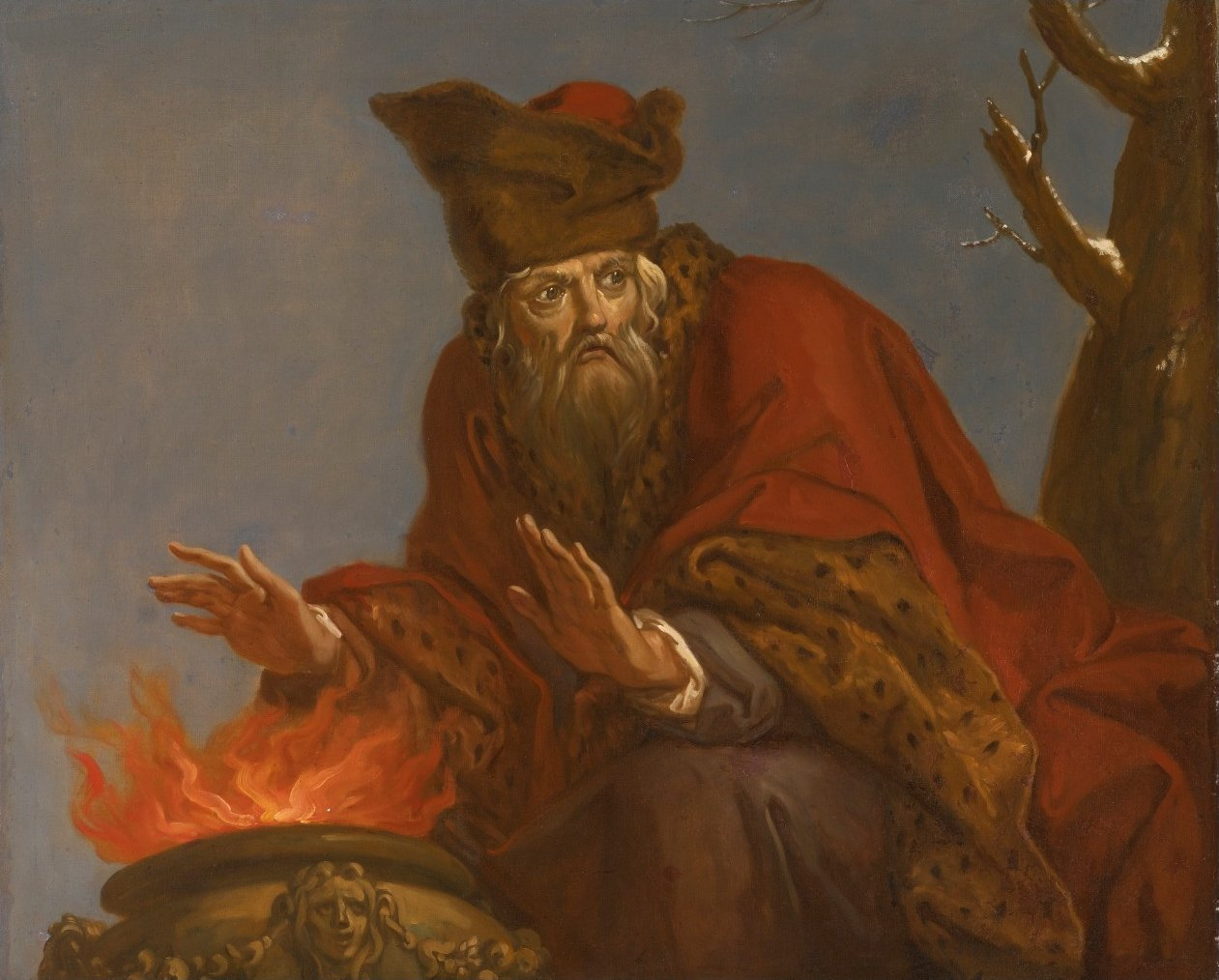
Зима

### Другие произведения

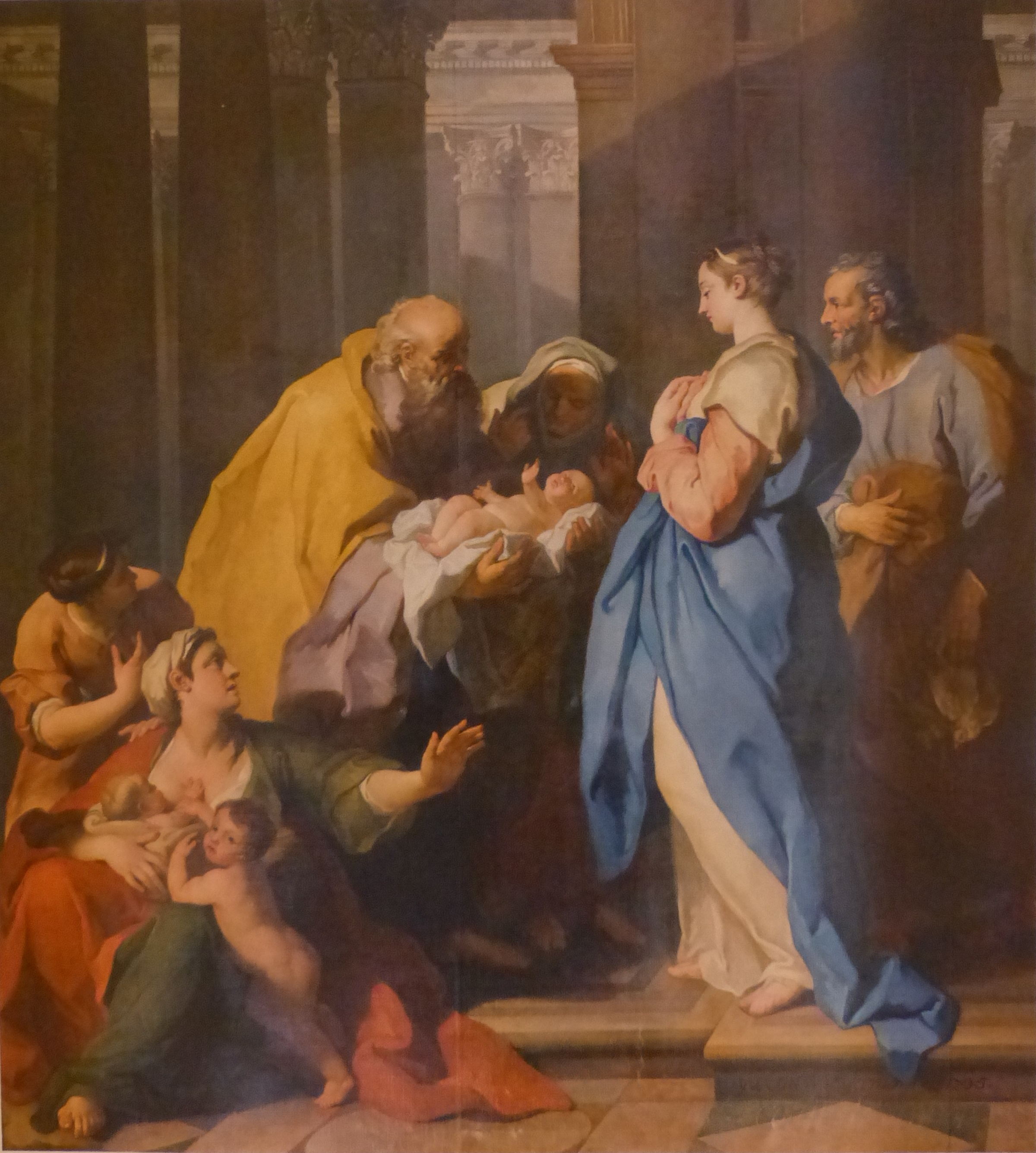
Сретение Господне. Лионский собор.
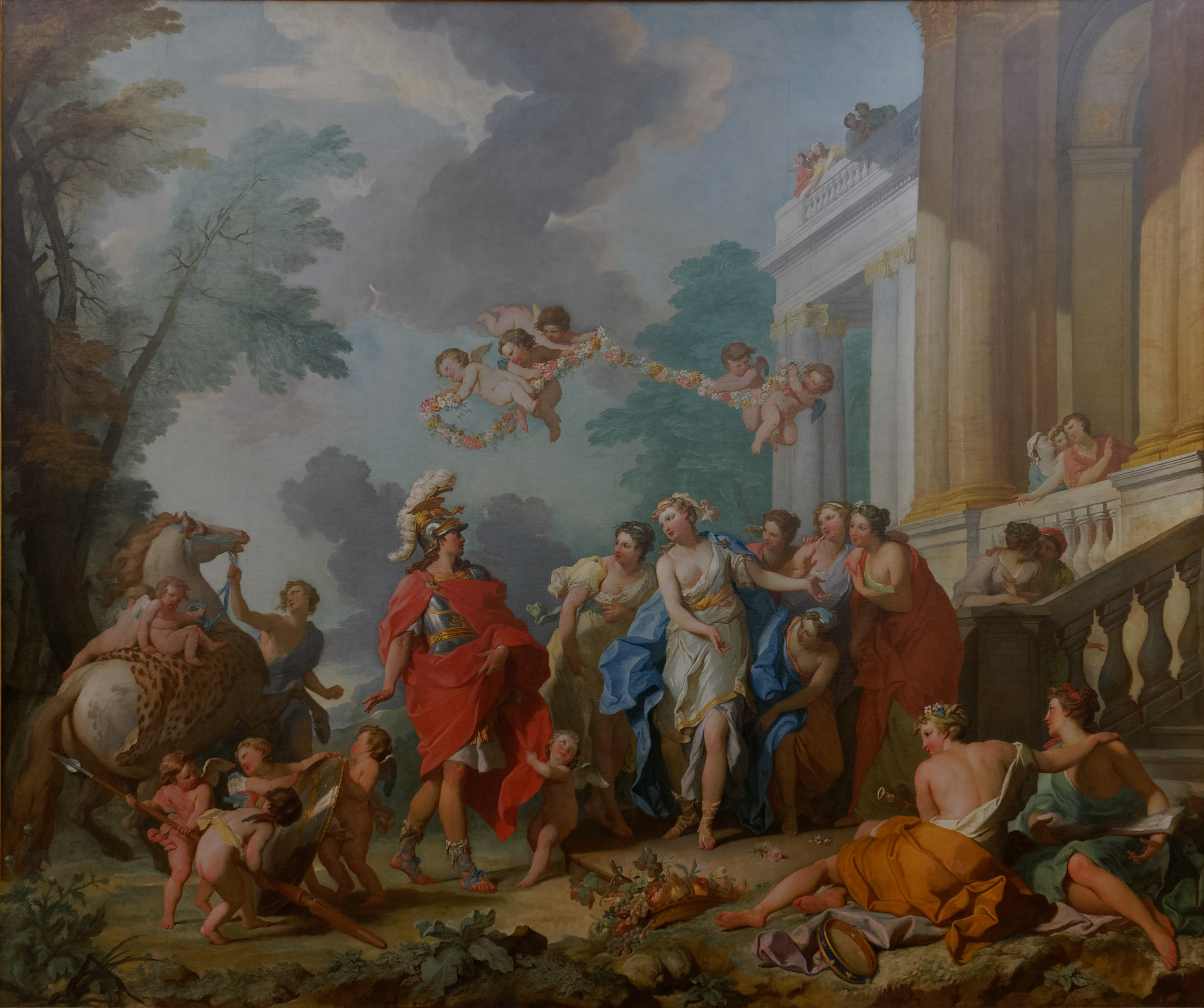
Ружеро попадает на волшебный остров к волшебнице Альсине (сюжет из поэмы Ариосто «Неистовый Роланд»). Музей изящных искусств Гренобля.
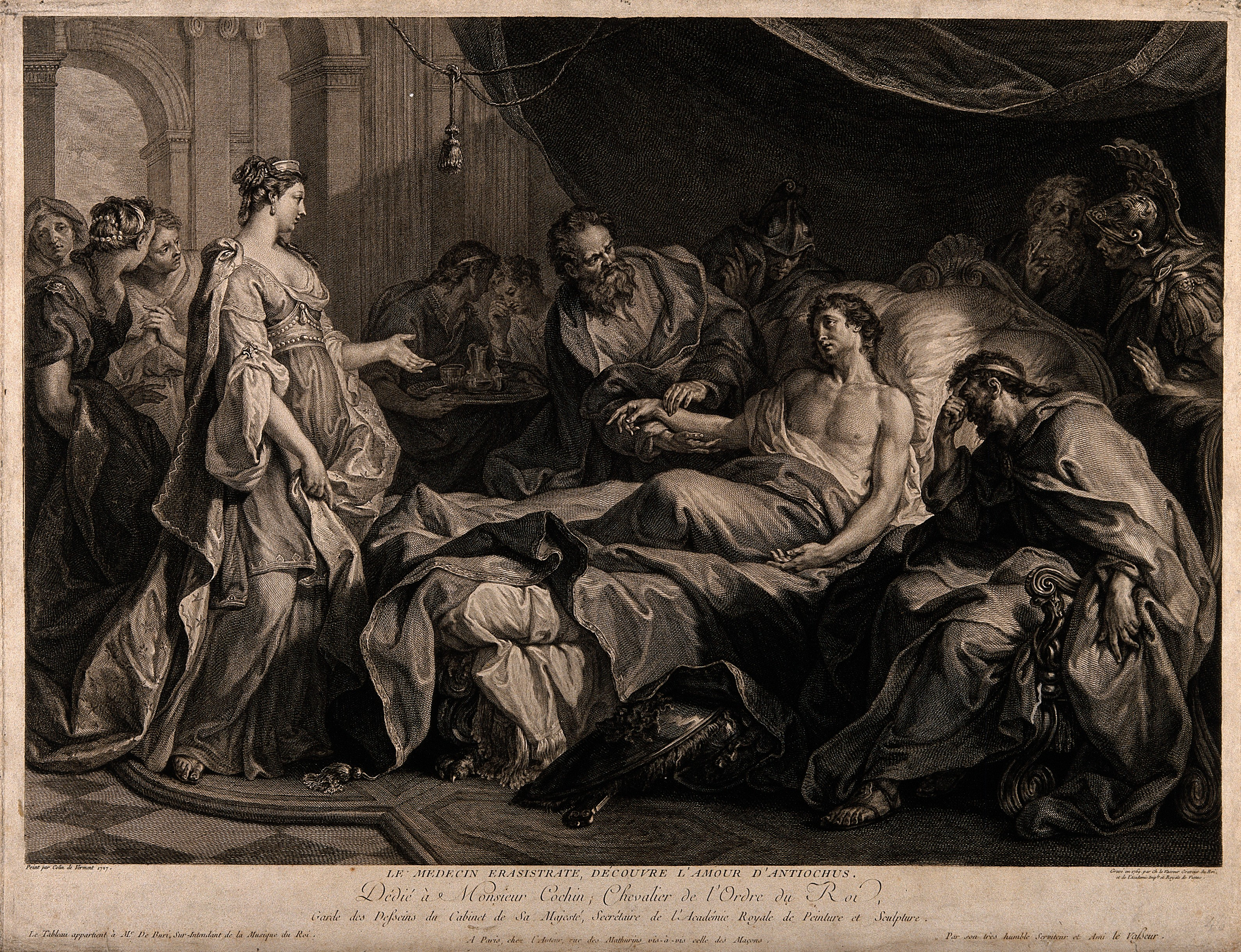
Эрасистрат перед царевичем Антиохом. Гравюра с оригинала Коллена де Вермона.